# Zwarcie (leśnictwo)
Zwarcie drzewostanu oznacza rodzaj i stopień wypełnienia przestrzeni przez korony drzew w drzewostanie, pełni istotną rolę w powstawaniu i życiu lasu, wywiera wpływ na kształtowanie się drzew, i ich środowiska. 
Zależnie od zwarcia pod koronami wytwarzają się różne stosunki świetlne, cieplne i wilgotnościowe, odpowiadające warunkom życia różnych roślin runa i mikroorganizmów. Czynnik zadrzewienia ma decydujące znaczenie w kształtowaniu się charakterystycznego pokroju drzew. Odpowiednie warunki świetlne warunkują procesy odnowienia lasu.
Rozróżnia się 4 rodzaje zwarcie drzewostanu:
- poziome, gdzie korony rozmieszczone są względem siebie na poziomie jednego piętra. W drzewostanie dwupiętrowym i wielopiętrowym, kiedy korony drzew jednego piętra znajdują się ponad koronami drugiego, zwarcie określa się oddzielnie dla każdego piętra.
- pionowe, powstające przy zetknięciu się koron drzew z różnych pięter drzewostanu. W typowej formie wierzchołki drzew niższego piętra dotykają pułapu wyższego piętra i znajdują się pod jego osłoną górną.
- schodkowe, powstające wówczas, gdy piętra nie wyodrębniają się wyraźnie, a wysokość drzew stykających się koronami zmienia się stopniowo i nieregularnie.
- skośne powstaje w drzewostanach różnowiekowych lub wielogatunkowych, w których występują grupy lub kępy drzew różnej wysokości nie osłonięte z góry, a korzystające z osłony bocznej.

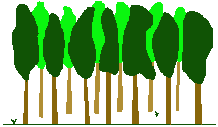
Schemat zwarcia poziomego,
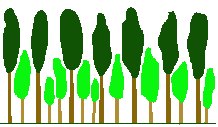
Schemat zwarcia pionowego,
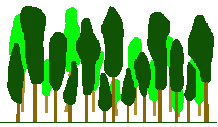
Schemat zwarcia schodkowego.

Najprostsza struktura piętrowa występuje w drzewostanach jednopiętrowych, najczęściej pochodzenia sztucznego przy poziomym zwarciu drzewostanu. Zwarcie poziome jest charakterystyką najczęściej używaną w opisach taksacyjnych drzewostanu. 
Określenie zwarcia drzewostanu można wykonać kilkoma metodami:
- Jako stosunek sumy rzutu powierzchni koron do powierzchni drzewostanu. Określa się je liczbami: 1,2 gdy korony drzew zachodzą na siebie, 1,0 (100%), gdy rzuty koron pokrywają całą powierzchnię drzewostanu, poprzez 0,9 (90%), 0,8 (80%) itd. Pomiar rzutów koron jest trudny i wymaga specjalnych przyrządów.
- Podobnie jak w przypadku pierwszym wykorzystując zdjęcia lotnicze (fotogrametria).
- Szacunkowo, w oparciu o wieloletnie doświadczenie i badania:
Jeżeli poziome zwarcie drzewostanu ma podobny charakter w całym drzewostanie (wydzieleniu), różne jego stopnie określa się w praktyce jako:
  - 1 — zwarcie silne (1,2-1,1), korony wielu drzew napierają na siebie, zachodzą,
  - 2 — zwarcie pełne (1,0-0,9), korony stykają się brzegami, w nielicznych przypadkach napierają na siebie, zachodzą,
  - 3 — zwarcie rozluźnione, (umiarkowane; 0,8-0,7) korony nie stykają się, ale są rozmieszczone blisko siebie;
  - 4 — zwarcie przerywane (0,6-0,5), między koronami istnieją miejscami przerwy, w których mogłyby pomieścić się korony pojedynczych drzew;
  - 5 — zwarcie luźne (0,4), korony są od siebie znacznie oddalone, mogą zetknąć się w przyszłości, w przerwach mogłyby pomieścić się korony kilku drzew.
  - 6 - brak zwarcia (0,3 i poniżej), gdy drzewa rosną zbyt daleko od siebie aby mogły na siebie wpływać.

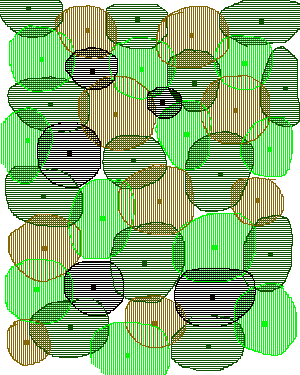
Schemat zwarcia silnego,
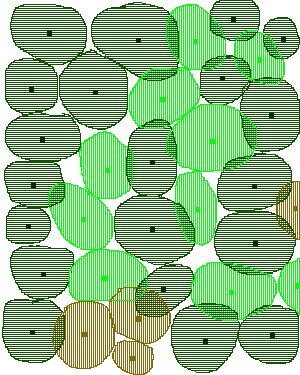
Schemat zwarcia pełnego,
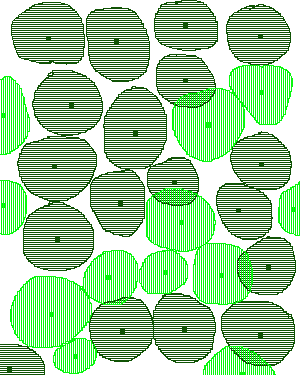
Schemat zwarcia rozluźnionego,
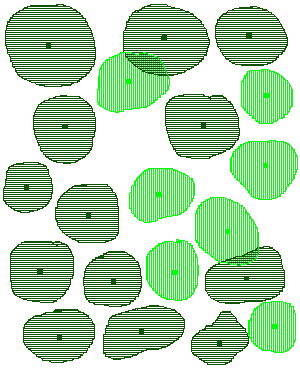
Schemat zwarcia przerywanego,
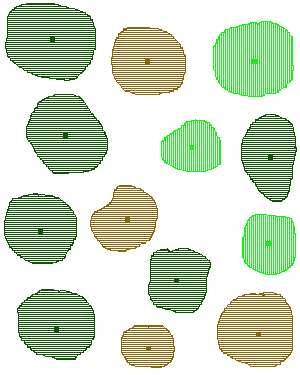
Schemat zwarcia luźnego.

Zwarcie drzewostanu ulega ciągłym zmianom wynikającym z rozrastania lub wydzielania się drzew, niejednakowej ich żywotności oraz odmiennych właściwości biologicznych różnych gatunków. Zwarcie 
zmniejsza się w miarę dojrzewania i starzenia się drzewostanu. Drzewostany złożone z gatunków 
cienioznośnych lub wolniej rosnących przerzedzają się słabiej niż drzewostany złożone z gatunków 
światłożądnych lub szybko rosnących. Oddziaływanie na procesy rozwojowe drzewostanu przez zabiegi pielęgnacyjne polega w znacznej mierze na regulowaniu zwarcia. Przez utrzymanie w różnych fazach rozwoju odpowiedniego rodzaju i stopnia zwarcia wpływa się na ukształtowanie drzew i wartość powstającej masy drzewnej.

## Literatura
- Mała encyklopedia leśna, PWN, Warszawa 1991
- Stanisław Szymański, Ekologiczne podstawy hodowli lasu, PWRiL, Warszawa 2000
- Instrukcja Urządzania Lasu. lp.gov.pl. [zarchiwizowane z tego adresu (2006-12-24)].